# Gemini 10

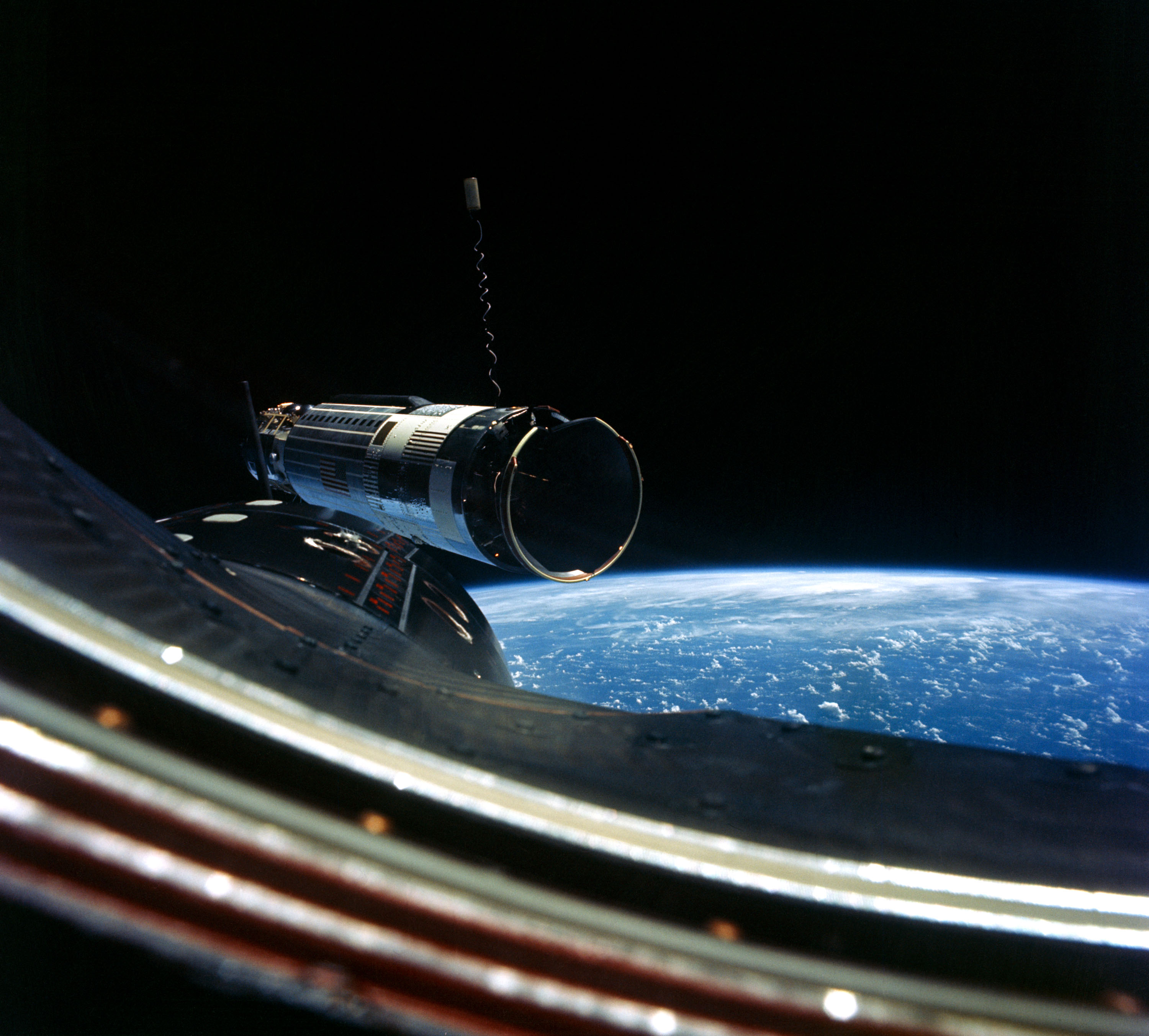
Een Agena doelraket. Op de voorgrond is, naast de neus van Gemini 10, de koppelingskraag zichtbaar.

Gemini 10 was een Amerikaanse ruimtevlucht uit 1966. Het hoofddoel van deze vlucht was een koppeling uitvoeren met een Agena. Bovendien stond er een ontmoeting met een andere Agena van Gemini 8 op de rol. Daarnaast voerde de bemanning twee ruimtewandelingen uit en verrichtte medische, technologische en wetenschappelijke proeven. Dit was een oefenvlucht voor een missie naar de Maan. Het was de eerste keer dat men de motor van een doelraket benutte om de baan van een capsule te wijzigen. 

## Bemanning
De tweekoppige bemanning bestond uit gezagvoerder John Young en Michael Collins. Voor Collins betekende het zijn eerste vlucht, voor Young zijn tweede; hij voerde de testvlucht van Gemini 3 uit.

## Vluchtverloop

### Lancering
De Gemini 10 koos het luchtruim op 18 juli 1966 met een Titan II draagraket vanaf lanceerplatform 19 op Cape Canaveral. Ze bereikte een baan met een apogeum van 268,9 km en een perigeum van 159,9 km, die een omlooptijd had van 88,79 minuten. De inclinatie bedroeg 28,87° bij een excentriciteit van 0,00827. De lancering verliep niet zonder problemen; er trad een grove koersafwijking op. Om het geplande rendez-vous met zijn doelraket alsnog doorgang te laten vinden, verbruikte Gemini 10 veel meer brandstof dan ingecalculeerd. Meer dan 60% van de beschikbare hoeveelheid manoeuvreerbrandstof ging op aan een stevige koerscorrectie. Dit was meer dan het dubbele dan verwacht. Om brandstof te sparen paste de vluchtleiding het vluchtplan aan. Enige oefenmanoeuvres werden afgelast en de tijdsduur van de koppeling met Agena verlengd. In plaats van zijn eigen voortstuwingssysteem gebruikte Gemini 10 voor baanwijzigingen noodgedwongen dat van de Agena.

### NASA neemt risico metAgena
Het doel van koppeling met een Agena was ervaring opdoen met koppelen. Dit was noodzakelijk, omdat NASA voor de maanlanding voor een concept koos van aparte vaartuigen, die in een maanbaan ontkoppelden en weer koppelden. In tegenstelling tot andere Gemini-vluchten had Gemini 10 twee doelwitten. Hun eigen doelraket ging 100 minuten voor hun eigen lancering omhoog. Op deze wijze bevond de Agena zich ongeveer op dezelfde locatie in de ruimte als Gemini 10 toen die zijn baan bereikte. De Agena kwam in een baan van 302,8 × 294,7 km met een inclinatie van 28,85° en een omlooptijd van 90,46 minuten. Na het aankoppelen was het nu de bedoeling om de motor van de Agena te gebruiken om een hogere baan te bereiken voor een rendez-vous met de doelraket van Gemini 8. Dit was de eerste maal dat de motor van een Agena hiervoor gebruikt werd. NASA nam hiermee een zeker risico, maar het Gemini-programma was bijna beëindigd, dus veel keus had de organisatie niet.

### Koppeling
Na het bereiken van een omloopbaan zette Gemini 10 op een afstand van 1600 km de achtervolging in. Tijdens de vierde omloop kregen Young en Collins de Agena in hun vizier. Een half uur later voerden zij een vlekkeloze koppeling uit. Vervolgens ontbrandde de hoofdmotor van de Agena gedurende 14 seconden en bracht de combinatie in een baan met een hoogste punt van 764 km. Op 19 juli gebeurde dit nogmaals. Een eerste vuurstoot bracht de baan omlaag met een hoogste punt van 382 km; de tweede bracht de astronauten in een cirkelbaan op 378 km, 18 km onder de Agena die tijdens de missie van Gemini 8 werd gebruikt.

### Eerste ruimtewandeling
Op 19 juli om kwart voor vijf 's middags verlaagde de bemanning de druk naar nul en opende het buitenluik. Drie minuten later rees Collins van zijn stoel en maakte 22 opnamen van UV-sterrenlicht van de zuidelijke Melkweg. Deze ruimtewandeling verliep niet van een leien dakje. Na een tijdje kregen beide bemanningsleden last van geïrriteerde ogen. De oorzaak hiervan kon men niet achterhalen; daarom nam commandant Young geen enkel risico. Hij gaf Collins bevel weer binnen te komen. Even na half zes sloot het tweetal het buitenluik, herstelde de luchtdruk en voerde extra zuurstof toe om het klimaatbeheersingssysteem te zuiveren.

### Tweede ontmoeting metAgena
Op 20 juli maakte Gemini 10 zich na 39 uur los van de eerste Agena en benutte zijn stuurraketten voor een bezoek aan de achtergebleven Agena van Gemini 8. De accu's van deze doelraket waren reeds lang uitgeput, dus zijn bakens werkten niet meer. Young en Collins maakten oogcontact met hun doel op een afstand van 37 km. De bemanning bracht de afstand tussen beide vaartuigen terug tot 15 meter. 

### Tweede ruimtewandeling
Om zes uur 's avonds klapte het luik open voor de tweede ruimtewandeling. Collins kroop zes minuten later naar buiten, Gemini 10  voerde via een navelstreng zuurstof aan. Hij bevestigde een toevoerlijn voor stikstof aan de tank in het achterstuk. Dit gebruikte hij voor zijn manoeuvreerpistool. Collins zweefde naar de Agena, die zich nu op drie meter afstand bevond. Hij verwijderde de overkapping van de raket en borg de micrometeorietendetector. Wel ondervond hij moeilijkheden tijdens deze procedure door het ontbreken van handgrepen. Dit bleek een belangrijke les. Tijdens het bergen raakte Gemini 10 door zijn toedoen in een langzame rol. Young had moeilijkheden zijn vaartuig (middels kleine stootjes van de stuurraketjes) te stabiliseren en tegelijkertijd in de buurt te blijven. De hoeveelheid brandstof nam tot een gevaarlijk laag niveau af.
Dit brandstofgebrek speelde de mannen parten; de ruimtewandeling werd ingekort tot 25 minuten. Collins verloor tijdens de ruimtewandeling zijn camera en de detector ging eveneens verloren. Waarschijnlijk zweefde dit instrument de Gemini 10 uit toen Collins even na half zeven weer aan boord klauterde en de bemanning nietsvermoedend het luik sloot. Tijdens het weer aan boord komen raakte Collins verstrikt in de 16 meter lange navelstreng.

### Andere experimenten
Naast ruimtewandelingen en rendez-vousmanoeuvres voerde de bemanning tien andere experimenten uit. Met een spectrometer gingen ze na aan hoeveel straling astronauten tijdens een maanreis zouden blootstaan. Ook namen ze met een magnetometer metingen van de Zuid-Atlantische Anomalie. Verder onderzochten ze onder meer het zodiakaal licht en voerden ze een navigatieproef uit. Een experiment om oriëntatiepunten in het landschap via contrast te herkennen werd door de vluchtleiding afgelast wegens brandstofgebrek. 

## Terugkeer
Young en Collins keerden naar de Aarde terug op 21 juli 1966. Ze kwamen op 6,3 kilometer van het berekende landingspunt neer, op 875 km ten oosten van Cape Canaveral. Hun vlucht duurde 2 dagen, 22 uur en 46 minuten. Gemini 10 trok  43 baantjes om de Aarde. Young maakte hierna nog vier vluchten: twee met Apollo en twee met Space Shuttle. Collins ging nog één keer omhoog: hij bleef in het moederschip van Apollo 11 toen Armstrong en Aldrin voet op de Maan zetten.
De missie van Gemini 10 toonde aan, dat ruimtevaartuigen gebruik konden maken van de motoren van een aangekoppeld vaartuig. Daarnaast bewees deze vlucht, dat een astronaut een ruimtewandeling naar een ander ruimtevaartuig kon maken en weer veilig terugkeren. 
Gemini 1 · 
Gemini 2 · 
Gemini 3 · 
Gemini 4 · 
Gemini 5 · 
Gemini 6A · 
Gemini 7 · 
Gemini 8 · 
Gemini 9A · 
Gemini 10 · 
Gemini 11 · 
Gemini 12